# Steppenkiebitz
Der Steppenkiebitz (Vanellus gregarius; Protonym Chettusia gregaria) ist eine monotypische Art aus der Familie der Regenpfeifer (Charadriidae). Er ist ein Brutvogel der eurasischen Steppenzone, die Überwinterungsgebiete liegen in Nord-Indien, Irak und Eritrea. Gelegentlich verirren sich einzelne Vögel nach Mitteleuropa und schließen sich dort Kiebitztrupps an. Die IUCN stuft die Art als vom Aussterben bedroht (critically endangered) ein, weil der Bestand in den letzten Jahrzehnten drastisch zurückgegangen ist.

## Erscheinungsbild

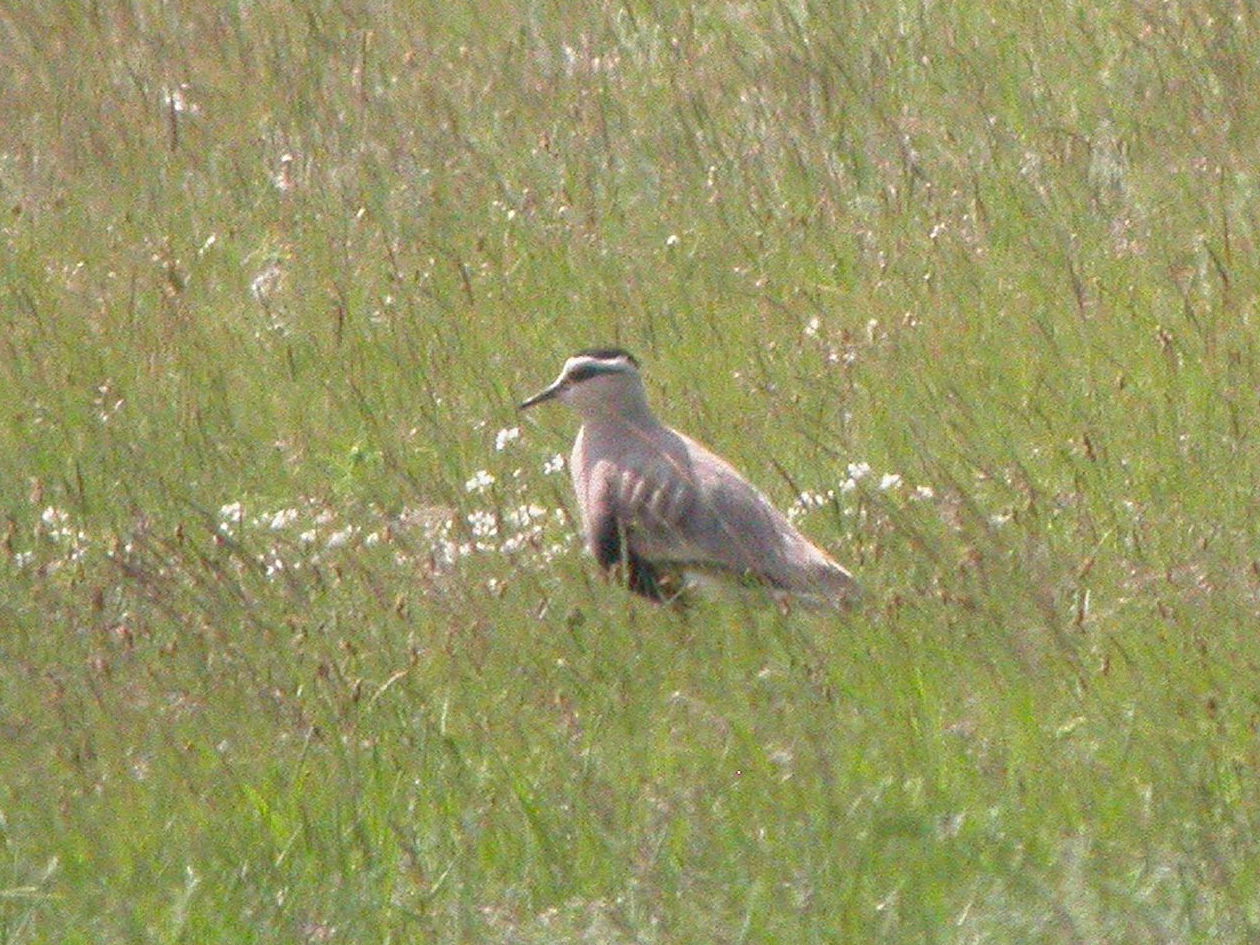
Steppenkiebitz im Brutkleid in Kasachstan

Das Erscheinungsbild und Auftreten ähnelt dem Kiebitz. Der Steppenkiebitz erreicht eine Größe von 27 bis 30 Zentimeter. Mantel, Schultern und Brust sind graubraun. Im Flug zeigt sich das charakteristische dreifarbige Flügelmuster mit schwarzen Handschwingen, weißen Armschwingen und graubraunen Deckfedern. Der Schwanz ist weiß mit einem schwarzen Endfleck (ähnlich dem Kiebitz).
Im Brutkleid sind der Scheitel und Augenstreif schwarz, wodurch sich der weiße Überaugenstreif gut absetzt. Die Brust färbt sich graubeige mit einem leichten rosa Hauch, während der Bauch schwarz ist und zum Steiß hin dunkelrot wird. Im Schlichtkleid ist der Bauch ohne schwarz, die Brust ist heller grau. Die schwarze Kappe und der schwarze Augenstreif sind kleiner und heller. Insgesamt ist das Gefieder eher bräunlich als grau.
Diesjährige Steppenkiebitze erkennt man an der fehlenden schwarzen Kappe und einem gelb-weißen Überaugenstreif. Die Brust ist schwach grau gestrichelt. Die Oberseite zeigt ein deutliches Schuppenmuster.

## Verbreitung

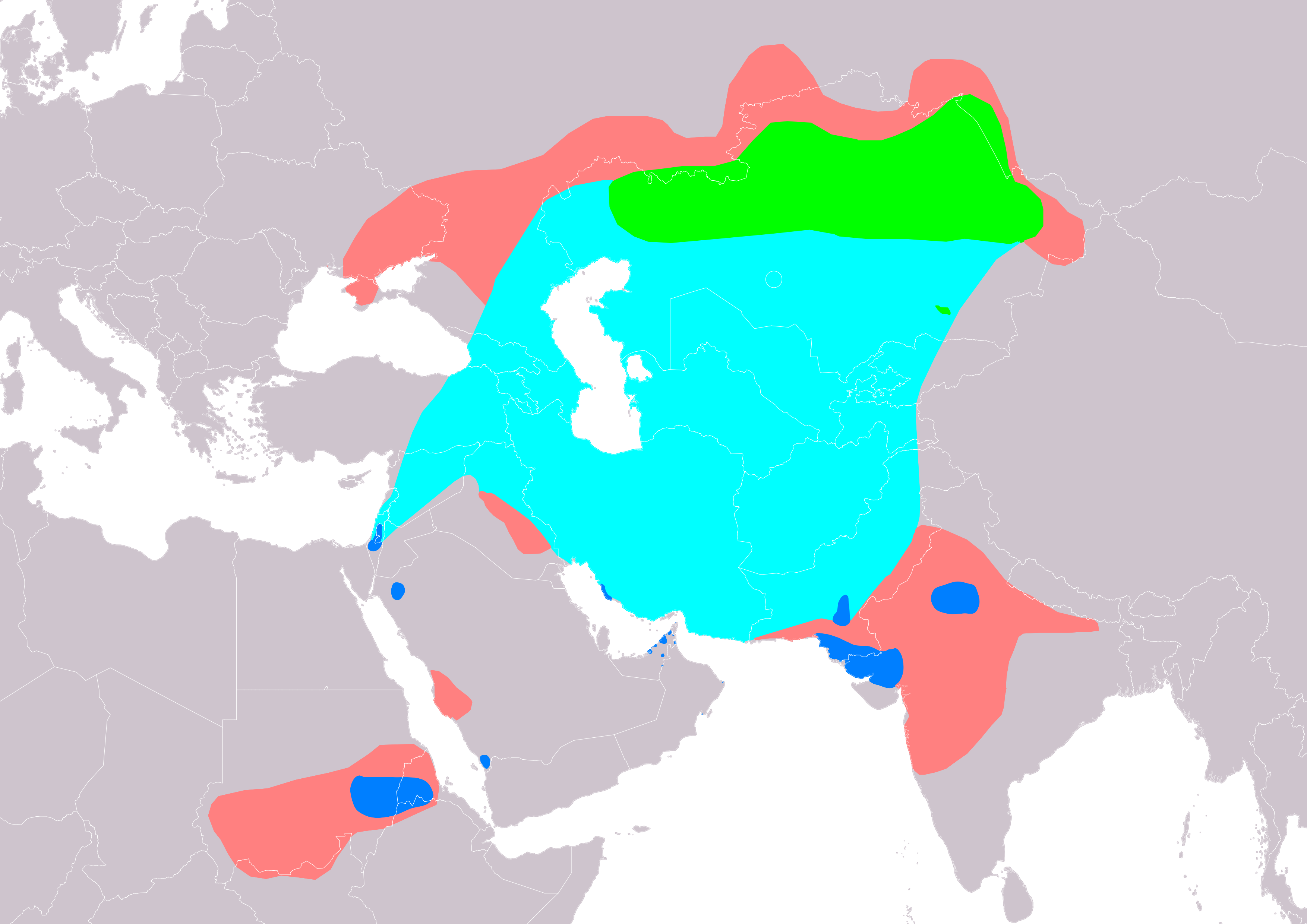
Verbreitung des Steppenkiebitz:
Brutgebiete
Migration
Überwinterungsgebiete
Population wahrscheinlich erloschen
Zusammengestellt von BirdLife International and Handbook of the Birds of the World (2019) 2019.

Die Brutgebiete liegen verstreut in der eurasischen Steppe und Trockensteppe zwischen der Wolga und Südwestsibirien. Die größten bekannten Brutvorkommen befinden sich in Kasachstan.
Der Steppenkiebitz zählt zu den Kurzstreckenziehern und überwintert vor allem in Nordwestindien, dem Irak, in Israel und Eritrea.

## Ökologie

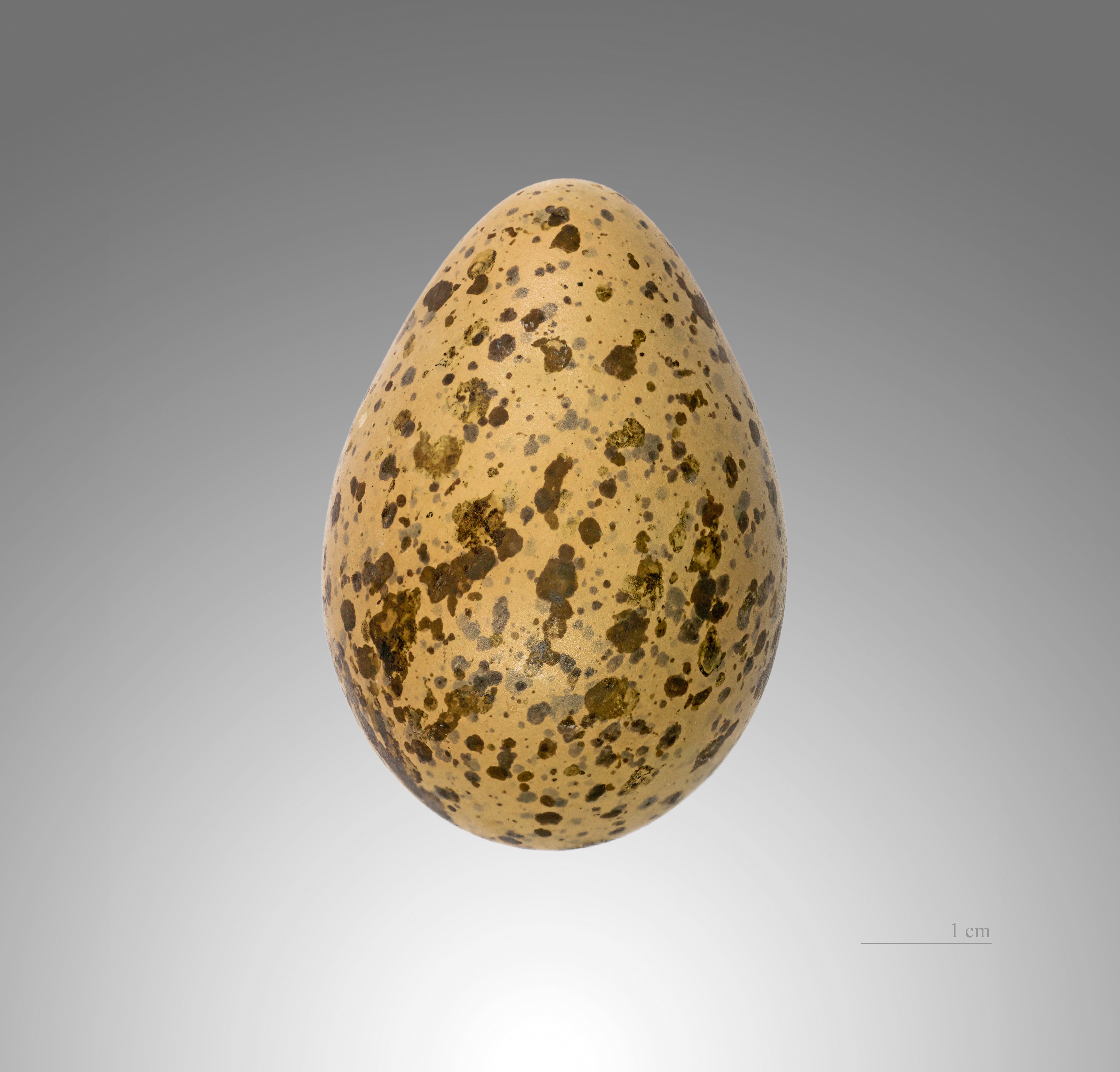
Ei des Steppenkiebitzes in der Sammlung des MHNT

Der Steppenkiebitz brütet in lockeren Kolonien oder auch einzeln auf dem Boden. Dabei bevorzugt er niedrige Vegetation, wie sie im Bereich der Kurzgrassteppe oder auf beweideten Flächen anzutreffen ist. Dabei scheint er leicht salzhaltige Böden und die Nähe von Wasser zu bevorzugen. Die genauen Anforderungen an den Brutplatz sind nur schwach erforscht. Die größten Brutkolonien finden sich der Nähe von Siedlungen (aufgrund der dortigen Beweidung). In natürlicher Umgebung brütete der Steppenkiebitz oft auf den Überwinterungsflächen der Saiga-Antilope (Saiga tatarica). Durch deren starken Rückgang weisen diese Flächen häufig nicht mehr die geeignete Vegetationshöhe auf.
Die Überwinterungsgebiete sind trockene Ebenen oder Grasländer, meistens in der Nähe von Wasser.

## Gefährdung
2003 wurde der Steppenkiebitz von der IUCN als vom Aussterben bedroht (critically endangered) eingestuft. Diese höchste Gefährdungsstufe der Roten Liste wurde mit dem drastischen Rückgang der ohnehin kleinen Population begründet. Während im Jahr 1997 noch 10.000 Brutpaare gezählt wurden, konnten 2002 nur 200 Bruten im gesamten Brutgebiet festgestellt werden. Die Populationsgröße wurde deshalb auf nur 600 bis 1.800 Individuen geschätzt (Quelle: BirdLife International). Während einer Untersuchung in Kasachstan im Jahre 2006 konnte auf einer Fläche von 145.000 Quadratkilometern jedoch 376 Brutpaare gezählt werden. Die Bestandsschätzung wurde daraufhin wieder auf 5.600 Brutpaare beziehungsweise 11.200 adulte Vögel korrigiert.
Die Ursachen des Bestandsrückgangs bei dieser Art sind noch nicht endgültig geklärt. Mögliche Faktoren sind fehlende Beweidung geeigneter Flächen, das erhöhte Auftreten der Saatkrähe (Corvus frugilegus) als Nesträuber oder zunehmende Trockenheit in Brut- und Überwinterungsgebieten. Die vermutete Erholung der Bestände, auf die die Zahlen hindeuten, könnte mit der Aufgabe von Agrarflächen und einer veränderten Weidewirtschaft nach dem Zusammenbruch der Sowjetunion in Zusammenhang stehen.

## In der Astronomie
1999 wurde der Asteroid (8974) Gregaria nach dem Epitheton des Protonyms Chettusia gregaria benannt.